# 林立信
林立信（Patrick Lam）（1983年6月24日—），香港馬術運動員。2010年，獲香港特區政府授予行政長官社區服務獎狀。

## 簡歷
林立信生於奧地利格拉茨，自小在奧地利長大。他是混血兒，父親是香港人，母親是奧地利人。他十多歲已學習騎馬，曾在奧地利的青年級賽事得獎，並且是1.3米欄和1.4米欄奧地利全國賽冠軍。2008年奧運林立信策騎馬匹Urban在場地障礙賽個人資格賽第一輪曾取得「零罰分」，最終晉級第三輪，個人總排名第四十六位。2009年在中国第十一届全運會策騎馬匹Forrester's Boy以「零罰分」獲場地障礙賽個人賽金牌，並在場地障礙賽團體賽中獲得銅牌。